# The Party (2017)
The Party ist ein britischer Spielfilm von Sally Potter aus dem Jahr 2017. Die Tragikomödie basiert auf einem Originaldrehbuch Potters und stellt eine kultivierte linksliberale Partygesellschaft in London in den Mittelpunkt. Die anfänglich harmlose Feier gerät aus den Fugen, als durch unvorhergesehene Enthüllungen die bürgerlich-intellektuellen Existenzen der Partygäste in Frage gestellt werden.
Der Film wurde am 13. Februar 2017 im Wettbewerb der 67. Internationalen Filmfestspiele Berlin uraufgeführt. Der deutsche Kinostart fand am 27. Juli 2017 statt.

## Handlung
Das Ehepaar Janet und Bill lädt zu einer Party in seinem Londoner Stadthaus ein. Janet ist zur Gesundheitsministerin im Schattenkabinett ernannt worden, die Krönung ihrer politischen Laufbahn. Die Nachricht soll mit engen Freunden gefeiert werden, darunter Janets zynische Freundin April, deren deutscher Ehemann Gottfried, ein Esoteriker, und das lesbische Paar Martha und Jinny, die freudig verkünden, Drillinge zu erwarten. Auch der attraktive Banker Tom ist gekommen, der Ehemann von Janets enger Mitarbeiterin Marianne, die noch auf sich warten lässt.
Die Freude über Janets beruflichen Aufstieg wird aber nicht von allen geteilt. Bill, Wissenschaftler von Beruf, hat seine akademische Karriere stets hintangestellt, um Janet bei ihren beruflichen Plänen zu unterstützen. Er platzt mit zwei explosiven Enthüllungen heraus, die nicht nur die Existenz seiner Frau in den Grundfesten erschüttern. Bill ist todkrank und will sich von Janet trennen, um seinen restlichen Lebensabend mit Marianne verbringen zu können. Die Party nimmt daraufhin einen anderen Verlauf als erwartet. Im kultivierten linksliberalen Umfeld werden in der Folge Liebe, Freundschaften, politische Überzeugungen und Lebensentwürfe in Frage gestellt, und die Stimmung kippt in Gewalt um. Janet, die selbst eine heimliche Affäre unterhält, ist rasend vor Wut und schlägt Bill. Der von Koks aufgeputschte Tom wusste vom Seitensprung seiner Frau und führt eine Pistole mit sich. Die Tatsache, dass sein Nebenbuhler todkrank ist, verunsichert ihn in seinen Rachegelüsten, und er entsorgt die Waffe in der Mülltonne im Garten.
Martha, die Angst hat, Jinny an den Nachwuchs zu verlieren, hatte selbst als junge Studentin eine kurze Affäre mit Bill und hat ihm ihre Wohnung für die heimlichen Treffen mit Marianne zur Verfügung gestellt. Als Tom aus Rache Bill einen schweren Kinnhaken verpasst und dieser an den Folgen zu ersticken droht, rettet Janet ihm mit einer Herzmassage das Leben. Am Ende der Party sind alle Beziehungen ruiniert, bis auf jene von April und Gottfried. Als die Türklingel endlich Mariannes Eintreffen verkündet, hastet die hysterische Janet mit der im Müll gefundenen Pistole zur Haustür – auch sie hatte eine Affäre mit Marianne. Sie richtet die Waffe auf Marianne und der Film endet.

## Hintergrund
Bei The Party handelt es sich um den achten Kinofilm der britischen Regisseurin und Drehbuchautorin Sally Potter. Mitte Oktober 2015 hatte sie das Projekt als einen von zwei möglichen Filmen angekündigt, zu dem fertige Drehbücher vorlagen. Potter bestand bei beiden Projekten auf der Verpflichtung namhafter Darsteller. Casting und Finanzierung kamen schneller bei The Party zustande. Produziert wurde der Film von Potters Ehemann und Langzeit-Produzenten Christopher Sheppard und der gemeinsamen Firma Adventure Pictures sowie von Kurban Kassam, der Potters vorangegangenen Film Ginger & Rosa (2012) als Associate Producer begleitet hatte. Die Finanzierung des Projekts übernahm die Firma Great Point Media. Potter konzipierte The Party als Schwarzweißfilm in Echtzeit, was zusammen mit der Handlungsbeschreibung noch vor der Premiere zu Vergleichen mit Mike Nichols’ erfolgreicher Theaterverfilmung Wer hat Angst vor Virginia Woolf? (1966) und Luis Buñuels Film Der diskrete Charme der Bourgeoisie (1972) führte. „Er ist schnell, heftig und lustig [...]“, so Potter über den Film, der ursprünglich über eine Laufzeit von 90 Minuten verfügen sollte. „Ich denke, alle von uns sind politisch, ob wir es glauben oder nicht. Es geht um die Ideale und Überzeugungen, die Menschen haben, oder denken sie zu haben, die dann in einer Krisensituation herausgefordert werden.“, so Potter bei Ankündigung des Films.

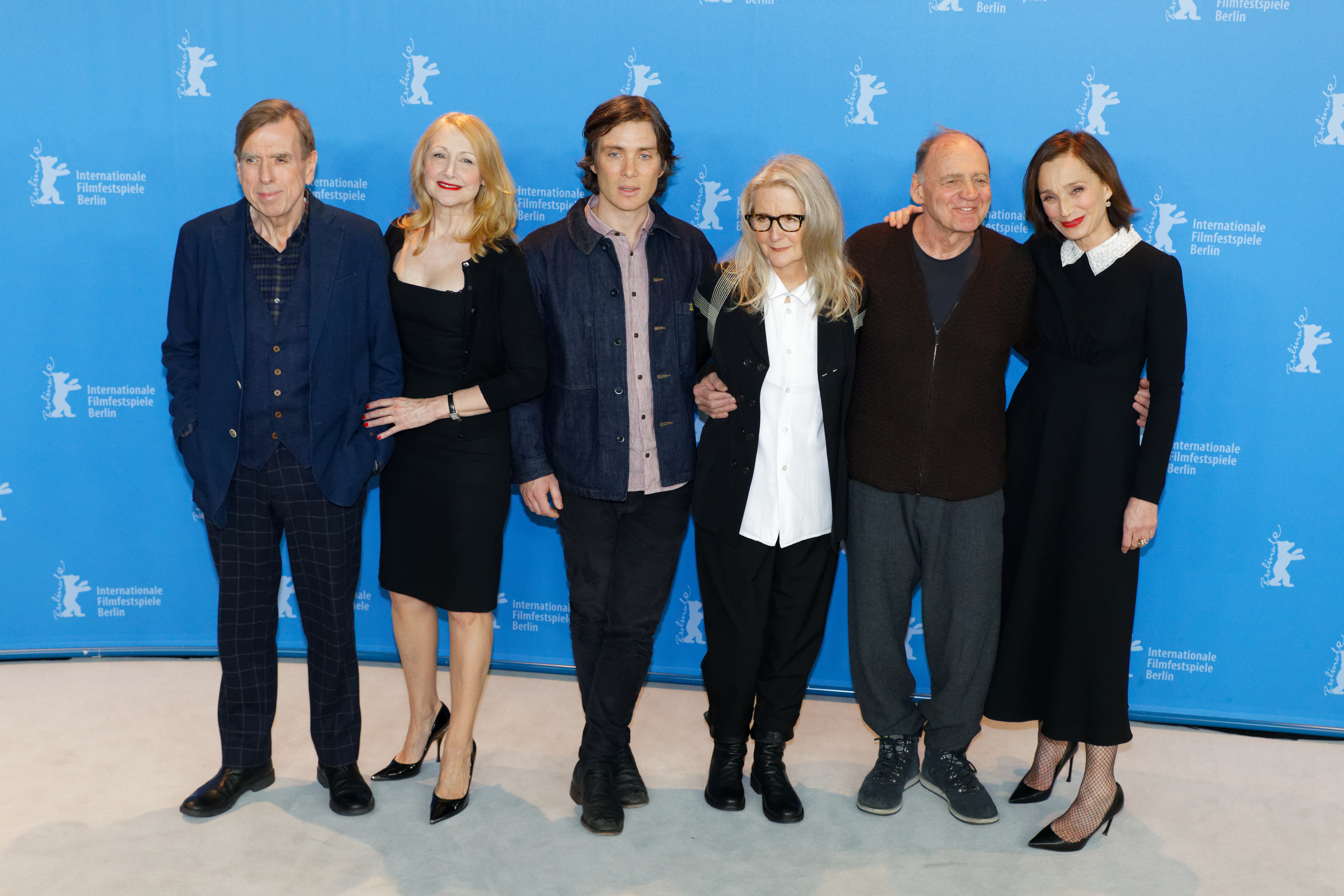
Sally Potter mit dem Cast bei der Berlinale 2017: v. l. n. r. Timothy Spall, Patricia Clarkson, Cillian Murphy, Sally Potter, Bruno Ganz und Kristin Scott Thomas

Die Dreharbeiten fanden ab 15. Juni 2016 in London statt. Die Namen der Darsteller wurden erst zum Start der Dreharbeiten bekanntgegeben, die alle Figuren spielen, die Geheimnisse verbergen. Potter bezeichnete den Film kurz vor der Premiere als Komödie, auch wenn diese sich um einige tragische Elemente spinne, geschrieben im „Bewusstsein für die Absurdität des menschlichen Leidens“.

## Auszeichnungen
The Party konkurrierte im Wettbewerb der Berlinale um den Goldenen Bären, den Hauptpreis des Filmfestivals, blieb aber von der Wettbewerbsjury unprämiert. Der Film wurde im Rahmen der Berlinale mit dem Preis der Gilde Deutscher Filmkunsttheater ausgezeichnet.
- Goya 2019, Nominierung in der Kategorie Bester europäischer Film[5]

## Kritik
„...eine schnell getaktete Gesellschaftskomödie...“